# Hallgeir Brenden
Hallgeir Brenden (* 10. Februar 1929 in Trysil; † 21. September 2007 in Lillehammer) war ein norwegischer Skilangläufer.

## Werdegang
Brenden, der für den Vestre Trysil IL startete, hatte seine ersten internationalen Erfolge bei den Olympischen Winterspielen 1952 in Oslo. Dort gewann er die Silbermedaille mit der Staffel und die Goldmedaille über 18 km. Im folgenden Jahr wurde er bei den Lahti Ski Games Dritter über 18 km. Bei den nordischen Skiweltmeisterschaften 1954 in Falun errang er den vierten Platz mit der Staffel. Zwei Jahre später holte er bei den Olympischen Winterspielen in Cortina d’Ampezzo die Goldmedaille über 15 km. Zudem gelang ihn dort der 14. Platz über 30 km und der vierte Rang mit der Staffel. Im selben Jahr siegte er beim Holmenkollen Skifestival über 15 km und belegte zudem hinter Arvo Viitanen den zweiten Platz über 50 km. Im März 1956 kam er bei den Lahti Ski Games auf den zweiten Platz über 18 km.
Bei den nordischen Skiweltmeisterschaften 1958 in Lahti lief Brenden auf den 22. Platz über 15 km, auf den 19. Rang über 30 km und auf den vierten Platz mit der Staffel. Im März 1958 wurde er beim Holmenkollen Skifestival Dritter über 50 km. Im Jahr 1959 gelang ihn bei den Svenska Skidspelen jeweils Zweiter mit der Staffel. Bei den Olympischen Winterspielen 1960 in Squaw Valley holte er die Silbermedaille mit der Staffel. Außerdem belegte er den 12. Platz über 15 km und jeweils den neunten Rang über 30 km und 50 km. Im März 1961 errang er beim Holmenkollen Skifestival den zweiten Platz über 50 km. Bei den nordischen Skiweltmeisterschaften 1962 in Zakopane kam er auf den vierten Platz mit der Staffel. Im folgenden Jahr gewann er zum zweiten Mal beim Holmenkollen Skifestival den 15-km-Lauf. Bei norwegischen Meisterschaften siegte er dreimal über 15 km (1955, 1956, 1960), dreimal über 18 km (1951–1953), dreimal über 30 km (1952, 1956, 1961) und dreimal mit der Staffel von Vestre Trysil IL (1955, 1956, 1960).
1952 wurde Brenden mit dem Egebergs Ærespris und der Morgenbladet-Goldmedaille geehrt, 1955 mit der Holmenkollen-Medaille und 1956 mit dem Fearnleys olympiske ærespris. Er war auch ein erfolgreicher Leichtathlet; so wurde er 1953 und 1954 norwegischer Meister im 3000-Meter-Hindernislauf.